# Caballero Creek
Der Caballero Creek ist ein Fließgewässer im San Fernando Valley im Los Angeles County. Es handelt sich um einen in den Santa Monica Mountains entspringenden Zufluss des Los Angeles River.
Der Caballero Creek ist 4,6 mi (7 km) lang und der einzige Zufluss des Los Angeles River aus den Santa Monica mountains. Der Creek durchfließt in einem Sandbett den Caballero Canyon in den Santa Monica Mountains. Beim Caballero Creek Park mündet das Gewässer in den Los Angeles River.